# 7: The Best Of Stryper
7: The Best of Stryper es un álbum recopilatorio de la banda estadounidense Stryper, publicado en el año 2003. Es el segundo compilado producido por la banda, luego de Can't Stop the Rock de 1991.

## Lista de canciones
1. Something (Inédita)
2. For You (Inédita)
3. Shining Star
4. Lady
5. All For One
6. In God We Trust
7. Always There For You
8. To Hell With The Devil
9. Calling On You
10. Free
11. Honestly
12. The Way
13. Soldiers Under Command
14. Makes Me Wanna Sing
15. Reach Out
16. From Wrong To Right
17. Loving You
18. Believe